# Stereonephthya scaphis
Stereonephthya scaphis is een zachte koraalsoort uit de familie Alcyoniidae. De koraalsoort komt uit het geslacht Stereonephthya. Stereonephthya scaphis werd in 1973 voor het eerst wetenschappelijk beschreven door Verseveldt. 